# Ист, Роджер
Ро́джер Ист (англ. Roger East; родился 12 мая 1965 года в Уилтшире) — английский футбольный судья, обслуживал матчи Премьер-лиги, а также английские национальные кубковые турниры.

## Судейская карьера
В 2004 году Ист был помощником главного судьи на финале Кубка Англии, в котором сыграли «Манчестер Юнайтед» и «Миллуолл».
В 2006 году был включён в национальный список футбольных судей Англии. В том же году был помощником главного судьи в мате на Суперкубок Англии между «Челси» и «Ливерпулем».
В 2012 году был главным судьёй на финале плей-офф Первой Футбольной лиги, в котором сыграли «Хаддерсфилд Таун» и «Шеффилд Юнайтед».
В июне 2013 года был включён в список судей, обслуживающих матчи Премьер-лиги.
В 2019 году завершил карьеру.